# Werner Beckemeyer
Werner Beckemeyer (* 16. Oktober 1959 in Mettingen) ist ein deutscher Schachspieler und -trainer. Er trägt seit 1992 den Titel eines Internationalen Meisters.
Mit der Jugendmannschaft von Nordrhein-Westfalen gewann er 1978 die Deutsche Mannschaftsmeisterschaft U20 in Hannover. Beckemeyer war von 1982 bis 2000 für verschiedene Vereine in der eingleisigen 1. Schachbundesliga aktiv, zuerst für die SG Bochum 31, in der Saison 1990/91 für den Bielefelder SK, in der Saison 1991/92 wieder für Bochum, ab der Saison 1992/93 für die Solinger SG 1868 und ab der Saison 1995/96 für den Delmenhorster Schachklub. Betriebssport spielte er für RASI 06, die Mannschaft der Rechtsanwaltskanzlei Sievert aus Hamburg. Beckemeyer hat einen B-Trainerschein und ist beim Schachbund Nordrhein-Westfalen Trainer im Landesleistungsstützpunkt Münster.
Beckemeyer wird von der FIDE als inaktiv geführt, da er seit der Oberliga Süd-West 2011/12 keine elo-gewertete Partie mehr gespielt hat.